# Liste d'élections en 1907
Chronologie des élections
- 1903
- 1904
- 1905
- 1906
- 1907
- 1908
- 1909
- 1910
- 1911

Cet article recense les élections organisées durant l'année 1907.

## Élections nationales en 1907
Cette section concerne les élections législatives et présidentielles dans un état souverain, éventuellement fédéral, ainsi que leurs principaux référendums.
| Date                         | État            | Élection ou référendum | Contexte                                                                               | Résultat |
| ---------------------------- | --------------- | ---------------------- | -------------------------------------------------------------------------------------- | --- |
| 9 janvier 1906 - 6 août 1907 | États-Unis      | Sénat (en)             |                                                                                        | Cette section est vide, insuffisamment détaillée ou incomplète. Votre aide est la bienvenue ! Comment faire ?                        |
| 1907                         | Argentine       | Sénatoriales (es)      |                                                                                        | Cette section est vide, insuffisamment détaillée ou incomplète. Votre aide est la bienvenue ! Comment faire ?                        |
| 1907                         | Équateur        | Législatives (es)      |                                                                                        | Cette section est vide, insuffisamment détaillée ou incomplète. Votre aide est la bienvenue ! Comment faire ?                        |
| Janvier                      | Empire russe    | Législatives           |                                                                                        | Cette section est vide, insuffisamment détaillée ou incomplète. Votre aide est la bienvenue ! Comment faire ?                        |
| 13 janvier                   | Salvador        | Présidentielle (en)    |                                                                                        | Cette section est vide, insuffisamment détaillée ou incomplète. Votre aide est la bienvenue ! Comment faire ?                        |
| 25 janvier                   | Empire allemand | Législatives           |                                                                                        | Majorité de droite, étroite et fragile, au Reichstag pour soutenir la Weltpolitik de Bülow (bloc Bülow).                             |
| 1er mars                     | Uruguay         | Présidentielle (en)    |                                                                                        | Cette section est vide, insuffisamment détaillée ou incomplète. Votre aide est la bienvenue ! Comment faire ?                        |
| 21 avril                     | Espagne         | Générales              |                                                                                        | Succès électoral des républicains et des régionalistes catalans.                                                                     |
| 7 mai                        | Liberia         | Présidentielle (nl)    |                                                                                        | Cette section est vide, insuffisamment détaillée ou incomplète. Votre aide est la bienvenue ! Comment faire ?                        |
| 7 mai                        | Liberia         | Référendum (nl)        | Référendum portant sur la prolongation des mandats du président et des parlementaires. | Les longueurs du mandat présidentiel et de ceux des députés passent de deux à quatre ans ; celle des sénateurs, de quatre à six ans. |
| Juin                         | Roumanie        | Législatives (en)      |                                                                                        | Cette section est vide, insuffisamment détaillée ou incomplète. Votre aide est la bienvenue ! Comment faire ?                        |
| 9 juillet                    | Pays-Bas        | 1re Chambre (nl)       |                                                                                        | Cette section est vide, insuffisamment détaillée ou incomplète. Votre aide est la bienvenue ! Comment faire ?                        |
| Octobre                      | Empire russe    | Législatives (en)      |                                                                                        | Cette section est vide, insuffisamment détaillée ou incomplète. Votre aide est la bienvenue ! Comment faire ?                        |
| 31 octobre                   | Monténégro      | Législatives (en)      |                                                                                        | Cette section est vide, insuffisamment détaillée ou incomplète. Votre aide est la bienvenue ! Comment faire ?                        |
| 3 novembre                   | Suisse          | Référendum (de)        | Arrêté fédéral sur l'organisation militaire de la Confédération                        | Accepté |
| 24 novembre                  | Uruguay         | Législatives (en)      |                                                                                        | Cette section est vide, insuffisamment détaillée ou incomplète. Votre aide est la bienvenue ! Comment faire ?                        |

## Élections en subdivisions nationales en 1907
Cette section concerne les élections législatives dans un État fédéré, une subdivision territoriale ou une colonie d'un État souverain, ainsi que leurs principaux référendums.
| Date         | Subdivision            | État               | Élection ou référendum | Contexte | Résultat |
| ------------ | ---------------------- | ------------------ | ---------------------- | --- | --- |
| 2 février    | Colombie-Britannique   | Canada             | Générales (en)         | | Cette section est vide, insuffisamment détaillée ou incomplète. Votre aide est la bienvenue ! Comment faire ?                                                                        |
| 7 mars       | Manitoba               | Canada             | Générales (en)         | | Cette section est vide, insuffisamment détaillée ou incomplète. Votre aide est la bienvenue ! Comment faire ?                                                                        |
| 7 mars       | Yukon                  | Canada             | Générales (en)         | | Cette section est vide, insuffisamment détaillée ou incomplète. Votre aide est la bienvenue ! Comment faire ?                                                                        |
| 15 mars      | Victoria               | Australie          | Législatives (en)      | | Cette section est vide, insuffisamment détaillée ou incomplète. Votre aide est la bienvenue ! Comment faire ?                                                                        |
| 15 - 16 mars | Finlande               | Empire russe       | Législatives           | | Le Parti social-démocrate remporte les élections. Pour la première fois en Europe, des femmes sont élues députés.                                                                    |
| 14 mai       | Cisleithanie           | Autriche-Hongrie   | Législatives           | | Le parlement autrichien est élu pour la première fois au suffrage universel masculin. Les chrétiens-sociaux et les sociaux-démocrates remportent les élections.                      |
| 18 mai       | Queensland             | Australie          | Législatives (en)      | | Cette section est vide, insuffisamment détaillée ou incomplète. Votre aide est la bienvenue ! Comment faire ?                                                                        |
| 20 mai       | Malte                  | Empire britannique | Générales (en)         | | Cette section est vide, insuffisamment détaillée ou incomplète. Votre aide est la bienvenue ! Comment faire ?                                                                        |
| 30 juillet   | Philippines            | États-Unis         | Législatives (en)      | | Cette section est vide, insuffisamment détaillée ou incomplète. Votre aide est la bienvenue ! Comment faire ?                                                                        |
| 10 septembre | Nouvelle-Galles du Sud | Australie          | Législatives (en)      | | Cette section est vide, insuffisamment détaillée ou incomplète. Votre aide est la bienvenue ! Comment faire ?                                                                        |
| 6 novembre   | Îles Féroé             | Danemark           | Référendum (en)        | Référendum sur l'alcool, composé de quatre questions. On a demandé aux électeurs s'ils étaient en faveur du commerce et de la distribution de bière, de vin et de spiritueux. | Les 4 propositions ont été renetées. À la suite du vote, l'interdiction de l'alcool fut introduite en 1908 pour toutes les boissons dont la teneur en alcool était supérieure à 2 %. |

## Événements géopolitiques d'intérêt national ou international en 1907
Cette section concerne des événements d'intérêt géopolitique relatifs à des états souverains, éventuellement fédéraux mais qui ne soient ni élections ni référendums. Ces événements peuvent être d'intérêt national, voire international, d'origine nationale ou étrangère.
| Date   | État    | Événement                                                                              |
| ------ | ------- | -------------------------------------------------------------------------------------- |
| 8 août | Espagne | Loi électorale en Espagne. Les élections sont supprimées en cas de candidature unique. |